# ADONE
ADONE — электрон-позитронный коллайдер, работавший в 1969—1993 годах в лаборатории INFN, Фраскати, Италия. Коллайдер представлял собой синхротрон периметром 105 м на энергию до 1,5 ГэВ, на момент запуска это был самый высокоэнергетичный коллайдер. Кольцо состояло из 12 суперпериодов, каждый из которых включал в себя поворотный магнит и дублет квадрупольных линз (FODO-структура). Длина экспериментальных промежутков составляла 2,5 м. 4 ускоряющих резонатора с напряжением 120 кВ работали на третьей гармонике частоты обращения. В кольце циркулировало 3×3 сгустка, которые сталкивались в 6 из 12 периодов. Из них 2 были заняты ВЧ-резонаторами, а в четырёх — располагались детекторы.
Сооружение машины началось в 1963 году с постройки линейного ускорителя на энергию 350 МэВ и системы конверсии, для производства позитронов. Первый пучок электронов был захвачен в ADONE в 1967 году, однако первые же попытки захватить позитроны столкнулись с новым типом коллективных неустойчивостей в синхротронах — head-tail-эффектом, который вспыхивал уже при достаточно низких интенсивностях пучка. После того как появилось понимание природы эффекта, налажена необходимая пучковая диагностика и система обратной связи для подавления неустойчивости, коллайдер вышел на проектную интенсивность и светимость L = 3×1029 см−2с−1 на одно место встречи. В 1969 году начались первые эксперименты.
С 1969 до 1978 года на коллайдере было проведено два поколения экспериментов (детекторы Gamma-Gamma, Mu-Pion, Boson, BCF и MEA, Gamma-Gamma 2, Barion-Antibarion). В 1974 году на американском коллайдере SPEAR был открыт J/ψ-мезон пр энергии в центре масс 3,1 ГэВ: лишь 0,1 ГэВ не хватило энергии ADONE для того, чтобы открыть эту частицу существенно раньше. После 1978 года накопитель был существенно модифицирован, чтобы стать источником синхротронного излучения и источником монохроматического гамма-излучения для нужд ядерной физики, основанном на обратном комптоновском рассеянии на электронном пучке (установка LADON).
В 1990 году было решено вновь использовать накопитель для экспериментов со встречными пучками. На этот раз на кольцо был установлен единственный детектор FENICE, целью которого была регистрация рождения нейтрон-антинейтронных пар в электрон-позитронных столкновениях. 26 апреля 1993 года ADONE был окончательно остановлен, чтобы освободить место для коллайдера нового поколения, Φ-фабрики DAFNE.